# João Pedro Silva
Pour les articles homonymes, voir João Silva et Silva.
Pour le triathlète portugais, voir João Silva (triathlon).
João Pedro Francisco da Silva, né le 29 janvier 1994 à Nova Iguaçu, est un handballeur brésilien, jouant au poste de demi-centre avec l'équipe nationale du Brésil et Vojvodina.

## Biographie
Formé au prestigieux Esporte Clube Pinheiros (quintuple champion du Brésil et vainqueur de la Coupe Panaméricaine 2011), João Silva est vite devenu international.
Il prend ensuite la direction de l'Europe et de l'équipe réserve du FC Barcelone. En 2014, il rejoint le club espagnol d'Ademar León
En janvier 2015, il participe au championnat du monde avec le Brésil.
Le 15 mai 2015, il signe un contrat de 2 ans avec le Chambéry SH à compter de juillet 2015,, contre une indemnité de transfert de 50 000 € au bénéfice d'Ademar León. Il ne parvient toutefois pas à s'imposer en Savoie et quitte Chambéry en 2017 pour le Benfica Lisbonne.
En 2019, il signe pour le club roumain du Steaua Bucarest.

## Palmarès

### En clubs
- Championnat d'Espagne de Division 2 (1): 2013-2014
- Demi-finaliste de la Coupe de l'EHF (1) : 2015-2016

### En équipe nationale
- 15e place au championnat du monde 2015 ()
- Médaille d'or au championnat panaméricain 2016
- 16e place au championnat du monde 2017 ()